# 格林城 (密蘇里州)
格林城（英語：Green City）是位於美國密蘇里州沙利文縣的城市。

## 人口
根據2020年美國人口普查的數據，格林城的面積為3.78平方千米，當中陸地面積為3.71平方千米，而水域面積為0.07平方千米。當地共有人口602人，而人口密度為每平方千米159人。